# Betulala (Ort)
Betulala ist eine osttimoresische Siedlung im Suco Aituto (Verwaltungsamt Maubisse, Gemeinde Ainaro).

## Geographie und Einrichtungen
Das Dorf Betulala liegt im Süden der Aldeia Betulala, auf einer Meereshöhe von 1429 m. Es befindet sich an der Überlandstraße von Maubisse nach Same, an der Grenze zum Suco Holarua. Der südliche Teil von Betulala befindet sich bereits in Holarua. Hier steht auch die Kapelle des Ortes (08° 55′ 48,6″ S, 125° 36′ 23,6″ O). Von der Überlandstraße zweigen nach Norden zwei unbefestigte Pisten ab, an denen sich die Gebäude des Dorfes entlang aufreihen. Folgt man der Überlandstraße nach Norden, gelangt man zum Dorf Airaca-Lau. In Holarua gehört die nächste Siedlung zur Aldeia Fahiluhan. Eine kleine Straße führt von Betulala nach Westen zum Dorf Hato-Quero im Suco Mauchiga.